# George Lewis (brittisk politiker)
George Cornewall Lewis, 2:e baronet, född 21 april 1806, död 13 april 1863, var en brittisk politiker.
Lewis blev advokat 1831 och ägnade sig företrädesvis åt litterär och politisk verksamhet. 1839-47 var han fattigvårdskommissarie, 1847-52 medlem av underhuset och ärvde 1855 baronettiteln efter sin far. Han invaldes 1855 åter i parlamentet och var 1855-58 skattkammarkansler. Lewis blev 1859 inrikesminister och 1861 krigsminister. Han var en utpräglat kritisk begåvning och hans historiska och filologiska verk var av betydelse.